# Мустафаев, Эмиль Рамиль оглы
Эми́ль Рами́ль оглы́ Мустафа́ев (укр. Еміль Раміль огли Мустафаєв; род. 24 сентября 2001, Кировоград) — украинский и азербайджанский футболист, полузащитник житомирского «Полесья» и сборной Азербайджана.

## Клубная карьера
Футболом занимался с 5-летнего возраста, воспитанник кропивницкого клуба «ДЮСШ-2-Пионер». С 2011 по 2017 год выступал за кропивницкие клубы «ДЮСШ-2-Пионер», «ДЮСШ-2» и «Пятихатки» в областных детско-юношеских соревнованиях и ДЮФЛУ. С весны 2013 года выступал за столичное «Добро» в юношеском чемпионате Киева. В сезоне 2016/17 годов выступал за «Александрию-Аметист-2» в ДЮФЛУ. Летом 2017 года вернулся в кропивницкую «ДЮСШ-2», в составе которой до завершения сезона выступал в ДЮФЛУ. Кроме того же сезона защищал цвета клуба «Тарасовка» из Бобринецкого района Кировоградской области, которому помог выйти в финальную часть АФЛУ.
Летом 2018 стал игроком «Александрии». В сезоне 2018/19 годов выступал за юношескую команду «александрийцев», а в следующем сезоне дебютировал в «молодежке» ПФК. В преддверии старта сезона 2020/21 годов переведен в молодежную команду клуба. За первую команду «александрийцев» дебютировал 9 мая 2021 в проигранном (1:2) выездном поединке 26-го тура Премьер-лиги против луганской «Зари». Эмиль вышел на поле на 70-й минуте, заменив Максима Третьякова.

## Карьера в сборной
7 ноября 2021 был вызван на сбор молодежной сборной Азербайджана. Дебютировал в ее составе 12 ноября того же года в проигранном (0:3) матче квалификации на молодежный чемпионат Европы 2023 года против молодежной сборной Австрии. Мустафаев вышел в стартовом составе своей команды, получил желтую карточку на 11-й минуте и на 60-й минуте был заменен.